# Mölndals IBF
Mölndals Innebandyförening, Mölndals IBF bildades 1985 och var därmed en av de första innebandyföreningarna i Göteborgs Innebandyförbund. 
Säsongen 2025/2026 spelar föreningens representationslag på damsidan i Division 2 Göteborg, högsta distriktsserien och fjärde högsta serien i innebandysverige.
Sedan säsongen 2024/2025 spelar föreningens representationslag på herrsidan i Division 2 i Västra Götaland, fjärde högsta serien i innebandysverige.